# Edgar Shannon Anderson
Edgar Shannon Anderson (* 9. November 1897 in Forrestville, New York; † 18. Juni 1969) war ein US-amerikanischer Botaniker und Genetiker. Sein offizielles botanisches Autorenkürzel lautet „E.S.Anderson“.
Anderson wuchs in East Lansing in Michigan auf, studierte ab 1914 am Michigan State College Botanik und ab 1919 an der Harvard University (Bussey Institution), an der er 1922 in landwirtschaftlicher Genetik bei Edward Murray East promoviert wurde. Danach war er als Genetiker am Missouri Botanical Garden und Assistant Professor für Botanik an der Washington University in St. Louis. 1929 war er in England, wo er mit Ronald Fisher  und J. B. S. Haldane zusammenarbeitete. Damals untersuchte er geographische Variationen von Iris versicolor. Ab 1931 war er wieder in den USA und am Arnold-Arboretum der Harvard University, wo er mit dem Genetiker Karl Sax arbeitete. Ab 1935 war er wieder in Missouri und wurde dort 1937 Engelmann Professor für Botanik an der Washington University. 1954 war er kurze Zeit Direktor des Missouri Botanical Garden, kehrte dann aber auf seinen Lehrstuhl zurück. 1967 ging er in den Ruhestand.
1941 hielt er die Jesup Lectures an der Columbia University über die Rolle der Genetik in der Pflanzensystematik. Er war ein Spezialist für Mais-Sorten und deren Geschichte. Sein Buch Introgressive Hybridization von 1949 war ein wesentlicher Beitrag zur Genetik in der Botanik. Bei der Untersuchung der Hybridisierung von Pflanzen fand er einen Trend zur Hybridisierung von Habitaten: in von Menschen gestörter Umgebung setzten sich besonders die Kreuzungen durch, deren Eltern verschiedene Anpassungsvorteile an die neue Umgebung mitbrachten. Dabei untersuchte er zum Beispiel Varianten von Iris im Mississippi-Delta.
Edgar Anderson war Fellow der American Academy of Arts and Sciences (1934), Mitglied der National Academy of Sciences und Präsident der Botanical Society of America. Anderson erhielt 1958 die Darwin-Wallace-Medaille.

## Schriften (Auswahl)
- The Species Problem in Iris,  Annals of the Missouri Botanical Garden, Band 23, 1936, S. 457–509.
- Notes on the History of Botanical Illustration, Missouri Botanical Garden Bulletin, Band 25, 1937, S. 83–87.
- Maize in Mexico. A preliminary Survey, Annals Missouri Botanical Garden, Band 33, 1946, S. 147–247
- Hybridization of the habitat, Evolution, Band 2, 1948, S. 1–9
- Introgressive Hybridization, Wiley 1949
- mit J. J. Newlin, Earl Bressman (Hrsg.), Corn and Corn Growing, Wiley 1949
- Man as the maker of new plants and new plant communities, in W. Z. Thomas, Man’s role in changing the face of the earth, University of Chicago Press 1956
- mit G. L. Stebbins: Hybridization as an evolutionary stimulus, Evolution, Band 8, 1954, S. 378–388
- Plants, Man and Life, New York: Little, Brown and Co. 1952 (Nachdruck University of California Press, Berkeley 1967)
- Evolution of domestication, in S. Tax, Evolution after Darwin: The Evolution of Man, University of Chicago Press 1959
- mit Ricardo Ramirez u. a. Races of Maize in Bolivia, Nat. Res. Council Publ., Washington D.C.1960
- mit David Timothy u. a., Races of Maize in Chile, Nat. Res. Council Publ., Washington D.C., 1961
- The role of hybridization in evolution, in W. H. Johnson, W. C. Steere (Hrsg.), This is life, Essays in Modern Biology, Holt, Rinehart and Winston, 1962, S. 287–314
- Experimental studies of the species concept, Annals of the Missouri Botanical Garden, Band 55, 1968, S. 179–192
- What we do not know about Zea mays, Trans. Kansas Acad. Sci., Band 71, 1968, S. 373–378